# Magyarországi Horvátok Tudományos Intézete
Magyarországi Horvátok Tudományos Intézete (horvátul: Znanstveni zavod Hrvata u Mađarskoj) a magyarországi horvátok tudományos intézete, melynek központja Budapesten van.

## Felépítése
- Dr. Barics Ernő igazgató (Tiszteletdíjas, pályázat útján az Országos Horvát Önkormányzat Közgyűlése nevezi ki.)
- Blazsetin István (író, 1963) tudományos titkár (Tiszteletdíjas)
- Drinócziné Molnár Magdolna tudományos munkatárs (Fél státuszban)
- Dr. Prodán Ágnes az irodalmi és nyelvi szekció vezetője (Tiszteletdíjas)
- Dr. Sokcsevits Dénes a történelmi és néprajzi (Tiszteletdíjas)

## Külső hivatkozások
- horvatok.hu
- hivatalos oldal
- ZKVH
- PTE-BTK Kroatisztikai-Szlavisztikai Tanszék